# Sopoćani
Manastir Sopoćani (srpski: Сопоћани) je pravoslavni samostan posvećen Svetoj Trojici koji je osnovao srpski kralj Stefan Uroš I. kao mauzolej za sebe i svoju obitelj. Zbog iznimne vrijednosti, manastirski kompleks (zajedno s kompleksom Starog Rasa i manastirom Đurđevi stupovi) upisan je UNESCOv popis mjesta svjetske baštine u Europi 1979. godine. 

## Povijest
Crkva je izgrađena 1260. godine, a kupola sa zvonikom je dograđena sredinom 14. stoljeća. Neki članovi kraljevske obitelji sahranjeni su u manastiru. Freske u crkvi su završene 1270. godine. Nedugo nakon bitke na Kosovu, manastir je bio uništen, te je obnovljen za vrijeme despota Stefana Lazarevića. 

## Odlike
Crkva je jedinstvena građevina romaničkog stila s polukružnom apsidom, što svjedoči da su najvjerojatnije graditelji došli iz Dalmacije. Portal i prozori su od kamena, a najranije freske nastale su 1273. godine. Jedna od fresaka prikazuje Uroša I. dok čeka kraljicu koju vodi Stefan Nemanja. Oslikana je i ktitorska kompozicija koja prikazuje Stefana Vladislava Nemanjića i Uroša I. s modelima svojih crkava.
Freske oko oltara su naslikane kasnije; na jednoj je prikazan Stefan Uroš I. sa sinovima Dragutinom i Milutinom kao i ostalim članovima kraljevske obitelji. Freske u kapelama su oslikane posljednje. U južnoj kapeli nalazi se freska koja prikazuje smrt Stefana Nemanje i prijenos njegovih moći u Studenicu. Također postoje freske koje prikazuju cara Dušana i njegovu ženu Jelenu.
Freske u Sopoćanima su iznimne zbog linearnosti i kolorita koji se može usporediti s talijanskim slikarstvom Trecenta.
U Manastiru Sopoćani sahranjeni su: kralj Stefan Uroš I., njegova supruga - kraljica Jelena Anžujska i Joanikije I., peti srbijanski nadbiskup.

## Poveznice
- Srpski manastiri
- Studenica
- Visoki Dečani
- Manastir Gračanica

## Vanjske poveznice
- Službene internet stranice  Arhivirana inačica izvorne stranice od 9. ožujka 2009. (Wayback Machine)
- UNESCOva svjetska baština - Sopoćani
- Sopoćani- virtuelna tura i foto kolekcija Fonda Blago